# Dolicharthria aetnaealis
Dolicharthria aetnaealis is een vlinder uit de familie van de grasmotten (Crambidae), uit de onderfamilie van de Spilomelinae. De wetenschappelijke naam van deze soort is voor het eerst voorgesteld als Asopia aetnaealis door Philogène-Auguste-Joseph Duponchel in een publicatie uit 1833.
De soort komt voor in Frankrijk (vasteland, Corsica), Andorra, Spanje, Portugal, Italië (vasteland, Sardinië, Sicilië), Israël, Marokko en Algerije.